# Ḩāblū
Ḩāblū (persiska: جابلو, حابلو, Jāblū) är en ort i Iran.   Den ligger i provinsen Ardabil, i den nordvästra delen av landet, 400 km nordväst om huvudstaden Teheran. Ḩāblū ligger 1 318 meter över havet och antalet invånare är 263.
Terrängen runt Ḩāblū är platt. Runt Ḩāblū är det ganska tätbefolkat, med 139 invånare per kvadratkilometer. Närmaste större samhälle är Ardabil, 18,4 km väster om Ḩāblū. Trakten runt Ḩāblū består till största delen av jordbruksmark.